# دهستان کلارآباد غربی
دهستان کلارآباد غربی یکی از دهستان‌های شهرستان عباس‌آباد در استان مازندران کشور ایران است. این دهستان در سلمانشهر واقع شده و بر اساس سرشماری مرکز آمار ایران در سال ۱۳۹۵، جمعیت آن ۶۷۷۱ نفر (در ۲۱۹۶ خانوار) بوده‌است.